# Rolls-Royce Motor Cars
Rolls-Royce Motor Cars Ltd — англійська компанія, підрозділ BMW AG, що спеціалізується на випуску автомобілів класу люкс під маркою Rolls-Royce. Модельний ряд: Phantom: Rolls-Royce Phantom SWB (з стандартним кузовом 5,83 м), Rolls-Royce Phantom EWB (з подовженим кузовом 6,08 м), Rolls-Royce Phantom Drophead Coupe (5,6 м), Rolls-Royce Phantom Coupe (5,6 м), Rolls-Royce Ghost (5,4 м) і Rolls-Royce Ghost EWB (5,56 м).

## Історія
1998 року власники концерну Vickers вирішили позбутися активів Rolls-Royce Motors. Найбільш привабливим покупцем був німецький автовиробник BMW, який вже виробляв двигуни та компоненти для автомобілів Ролс-Ройс та Bentley, але кінцеву ціну BMW, що складала £ 340 млн перебив інший німецький автогігант Volkswagen, що запропонував £ 430 млн.
Однак машинобудівна компанія Rolls-Royce plc вирішила передати права на використання торгової марки та логотипа Rolls-Royce не VW, а BMW, з яким компанію пов'язували тісні ділові відносини. Хоча VW і придбав права на знаменитий «Дух екстазу», але оформити ґратку радіатора у стилі фронтону античного храму, без логотипу та імені виробника автомобілів Ролс-Ройс він не зміг. 

## Діяльність
2007 року обсяг виробництва склав 1009 одиниць, вперше перевищивши позначку 1000 автомобілів.
2011 року був встановлений рекорд за обсягом продажів  — 3538 машин, що на 31 % перевищило рівень попереднього року, а 2014 і 2016 року продано понад 4000 машин.

## Автомобілі

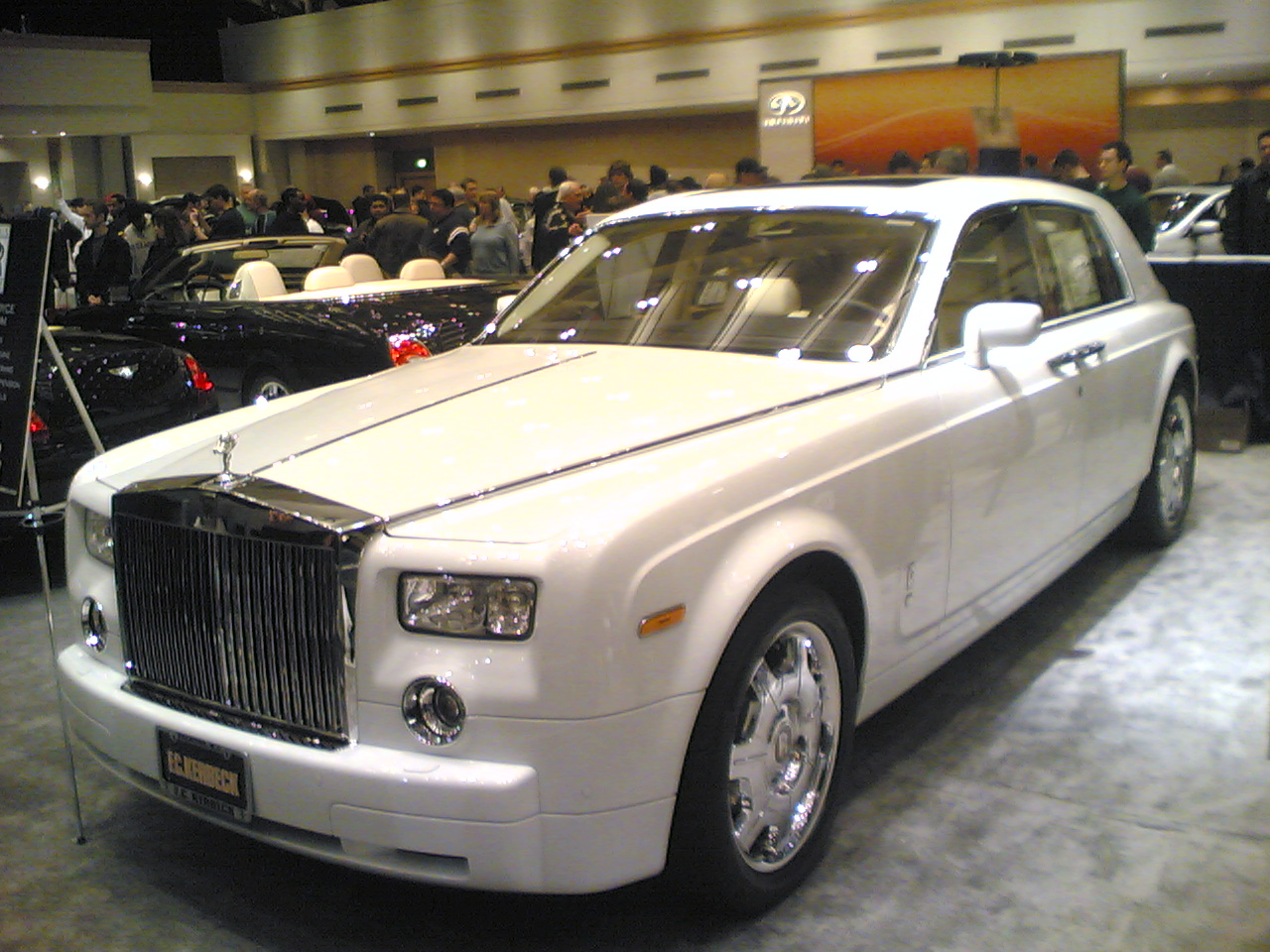
Rolls-Royce Phantom

- 2003 Phantom — представлений у січні 2003 на детройтській північноамериканській міжнародній автомобільній виставці стала першою моделлю компанії Rolls-Royce Motor Cars Limited. Підрозділ BMW не мав технічного або корпоративного зв'язку із самою компанією Rolls-Royce, за винятком торгової марки та логотипу. Автомобіль був оснащений двигуном 6,75 л V12, виробництва BMW. Частина електроніки вироблялася компанією та її підрядниками, проте більшість деталей автомобіля були оригінальними. На відміну від Mini (який на 90 % був розроблений та вироблявся у Великій Британії) велика частина деталей вироблялася в Німеччині, хоча збирання та ходові випробування автомобілів виконувалися на фабриці в Гудвуді. Водночас, новий автомобіль має пропорції та лінії, характерні для класичних автомобілів Ролс-Ройс. Автомобіль доступний у стандартній та подовженій версії, вартість автомобіля починається від £250 000.

2007 року компанія оголосила про вихід обмеженої серії з 25 седанів Rolls-Royce Phantom, пофарбованих у незвичайно білий колір Metallic Ghost Silver, зі статуеткою «Дух екстазу» зі срібла та особливим оздобленням салону. Випуск серії приурочений до 100-річного ювілею моделі Rolls-Royce Silver Ghost.
- 2007 Phantom Drophead Coupe — кабріолет з м'яким складним дахом був розроблений на базі прототипу Rolls-Royce 100ЕХ.

У жовтні 2021 Rolls-Royce показав перший серійний електромобіль з легким камуфляжем. Новинка під ім'ям Spectre повинна бути офіційно представлена в четвертому кварталі 2023 року. Також у жовтні презентовано броньований позашляховик Rolls-Royce Cullinan.

## Цікаві факти
- Bentley Motors у 1931–1998 роках була підрозділом Rolls-Royce.
- Завод у Гудвуді (графство Західний Сассекс) — шосте місце, де випускають автомобілі «Роллс-Ройс».[4] Побудований концерном БМВ, оскільки попередній завод у Крю відійшов до «Фольксвагену».[4] Будівництво підприємства обійшлося БМВ у суму від 60 до 85 млн. доларів.[5]
- «Роллс-Ройс» досі збирають вручну. На заводі у Гудвуді у 2010 р. тільки два роботи фарбували кузови. Всі інші роботи виконувалися вручну.[5]
- Кожний автомобіль фірми проходить на випробувальному полігоні дві тисячі кілометрів. Після цього машину розбирають, перевіряють кожний вузол, потім фарбують, покриваючи 12 шарами фарби. Далі згідно з конкретною специфікацією замовника машина остаточно збирається.[5]
- Один з рекламних слоганів «Ролс-Ройс» — «Найдорожчий та найнеекономічніший автомобіль у світі!»

## Галерея

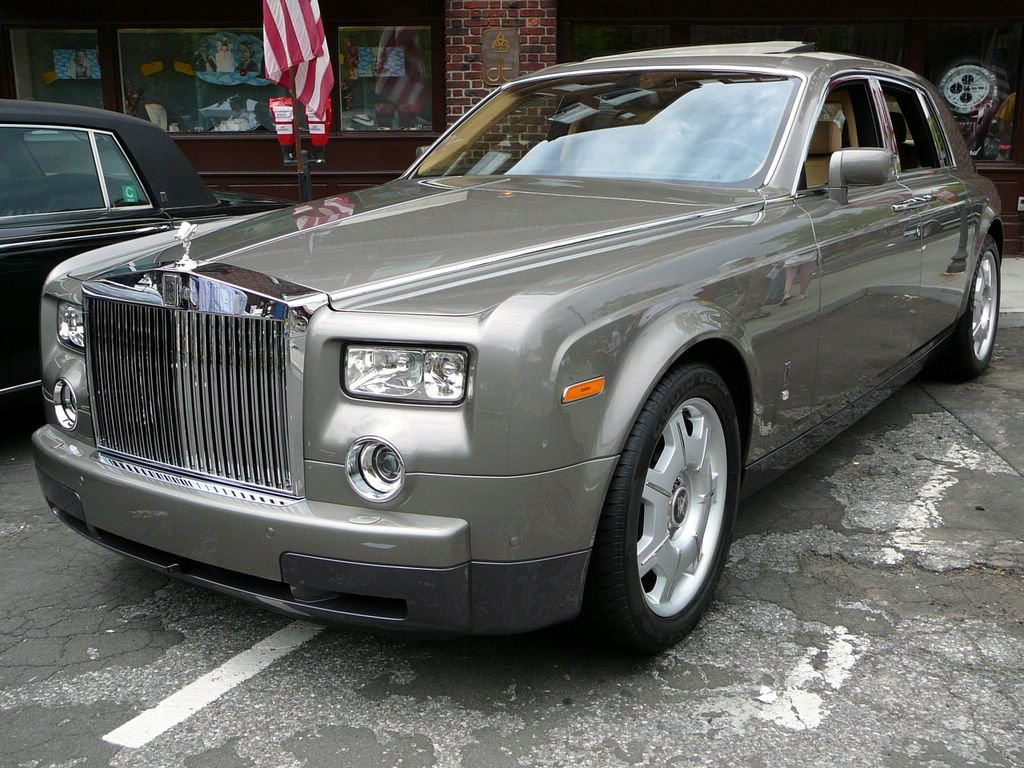
Rolls-Royce Phantom
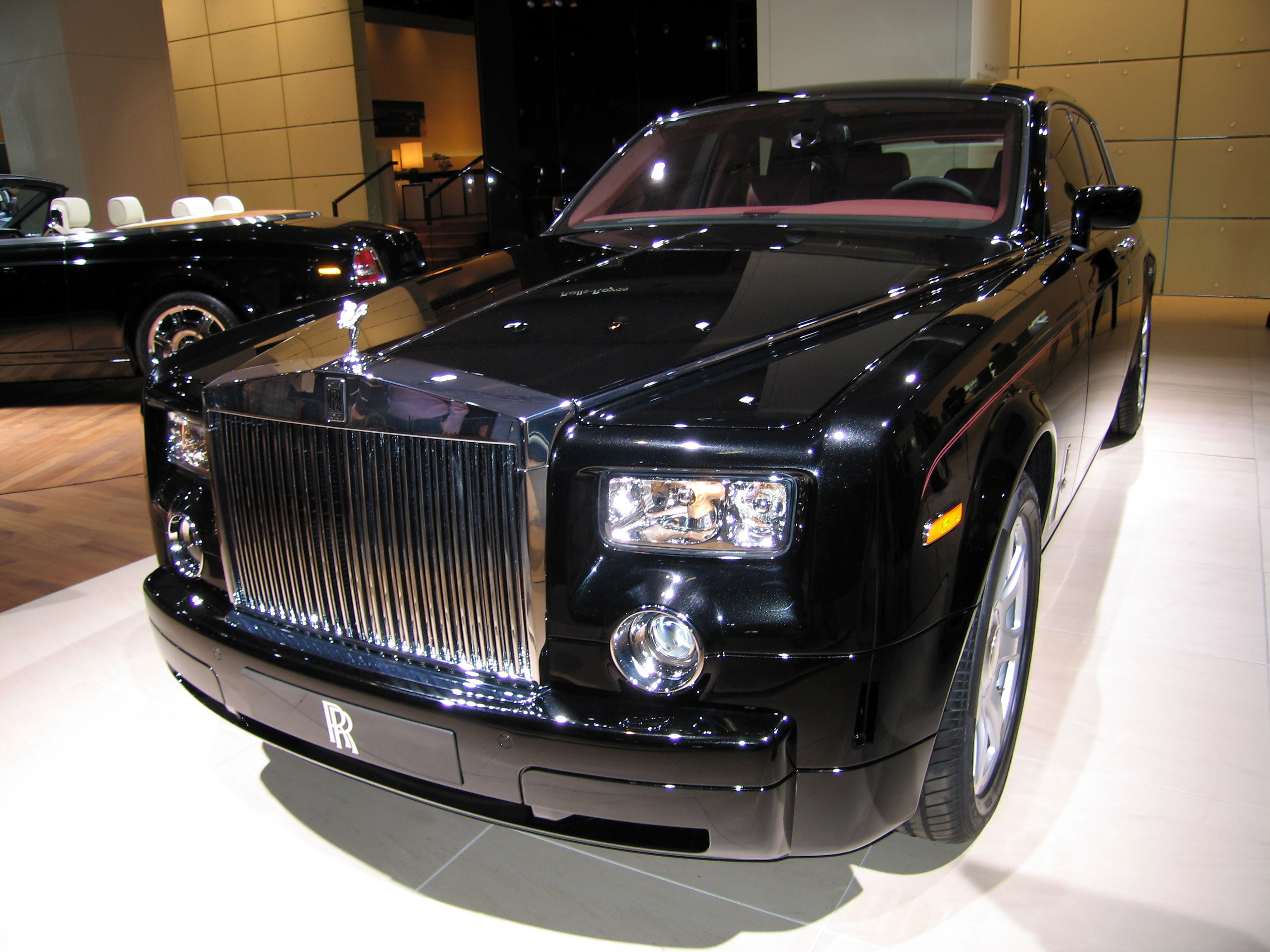
Rolls-Royce Phantom
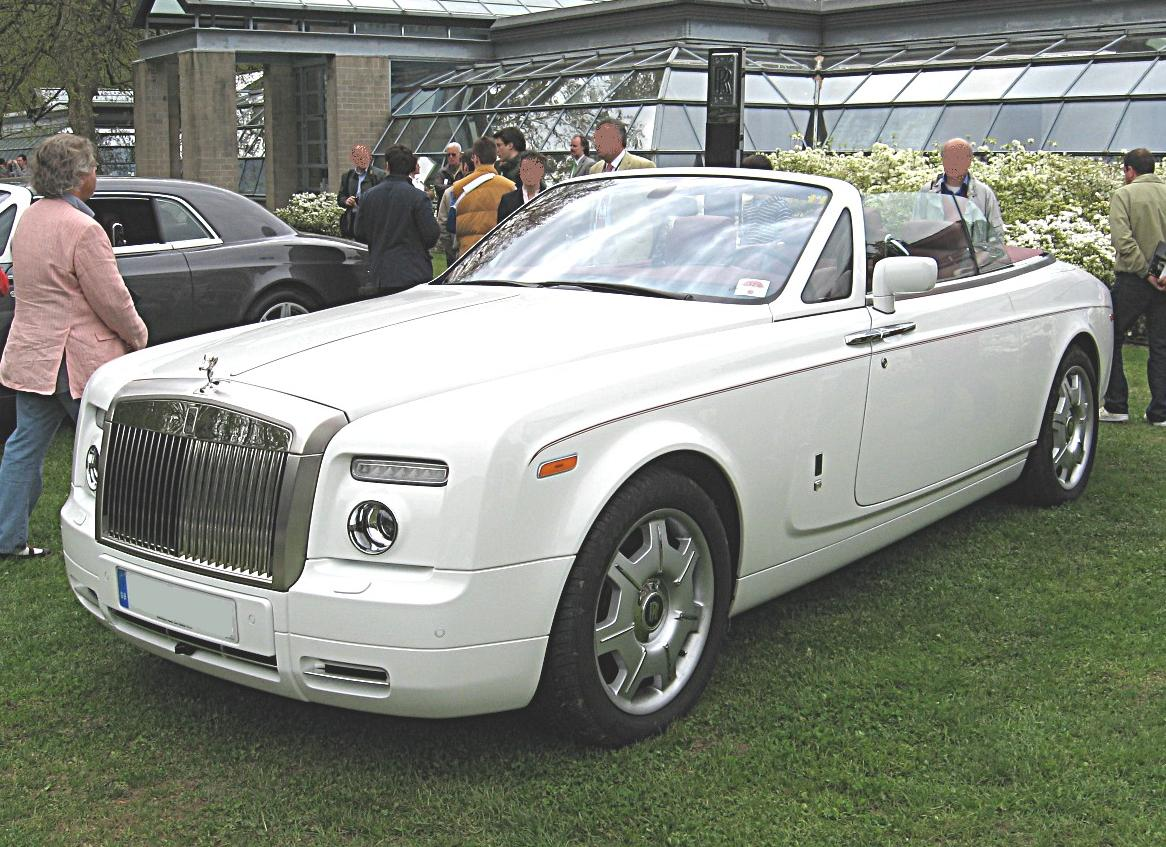
Rolls-Royce Phantom Drophead Coupé
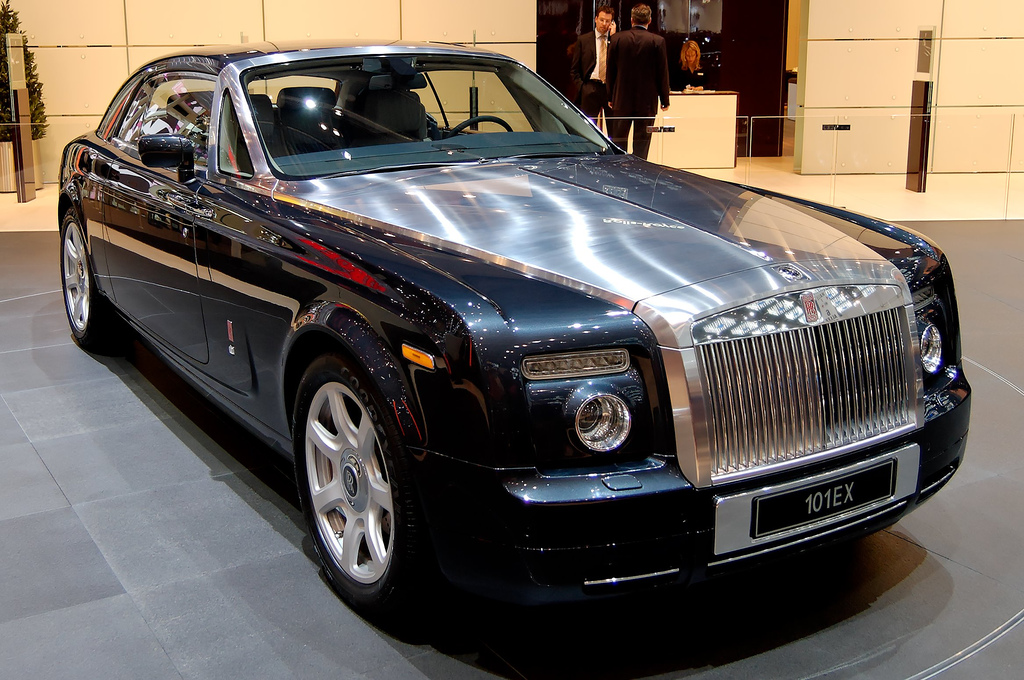
Rolls-Royce Phantom Drophead Coupé
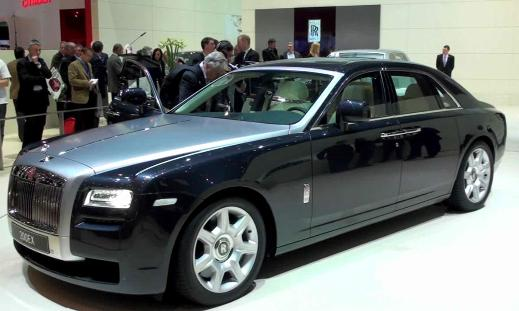
Rolls-Royce Ghost
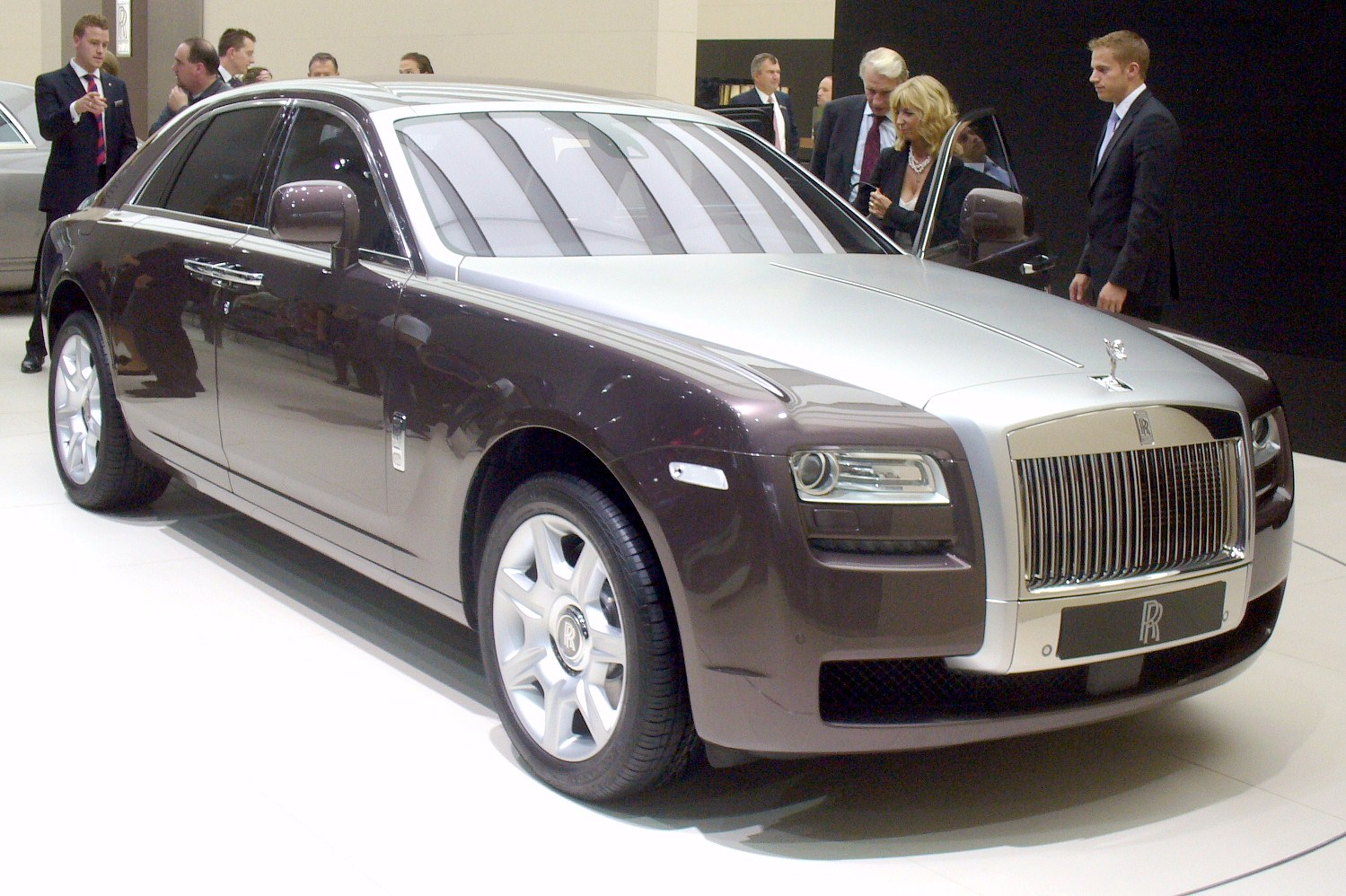
Rolls-Royce Ghost
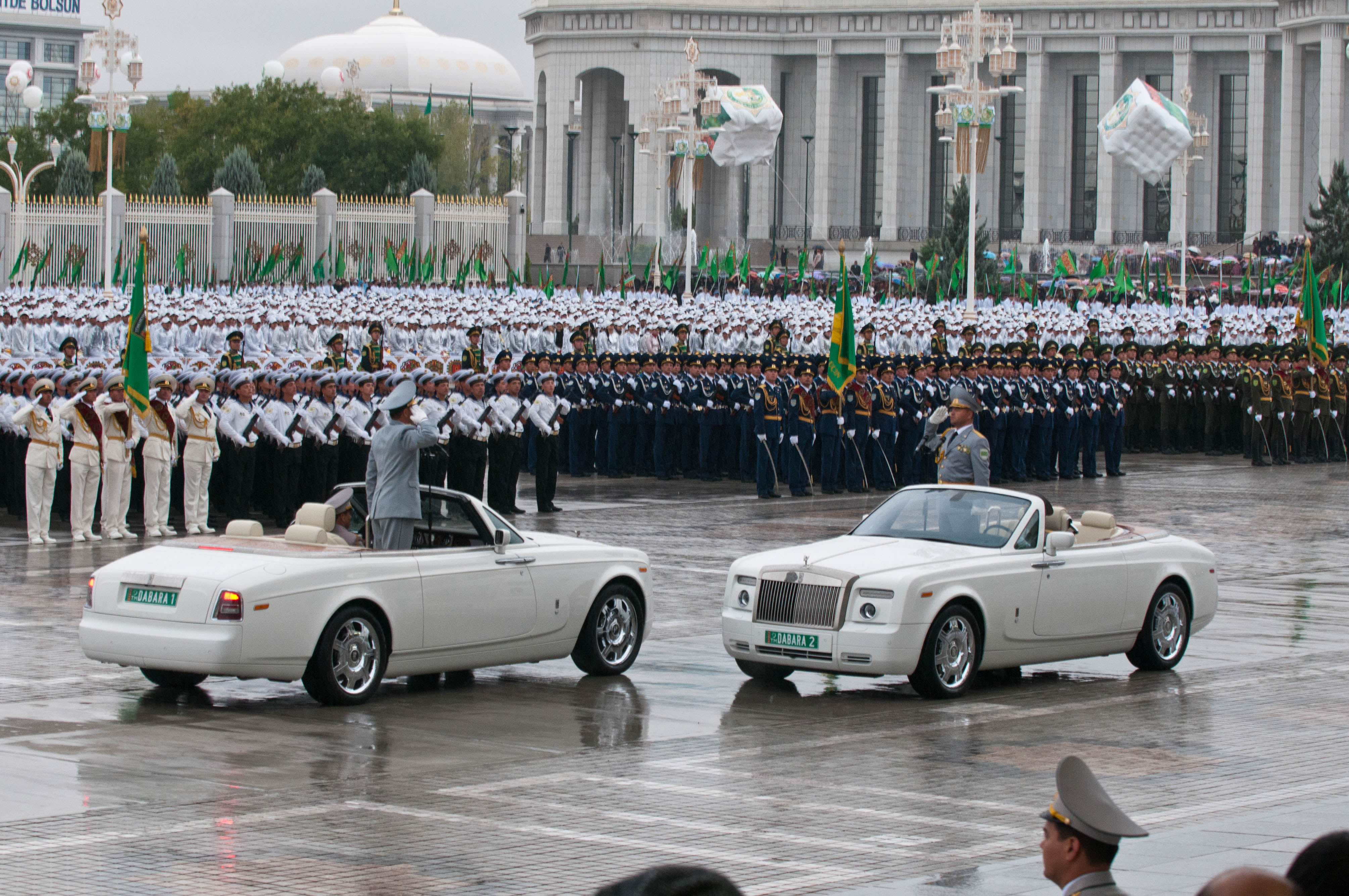
Туркменістан
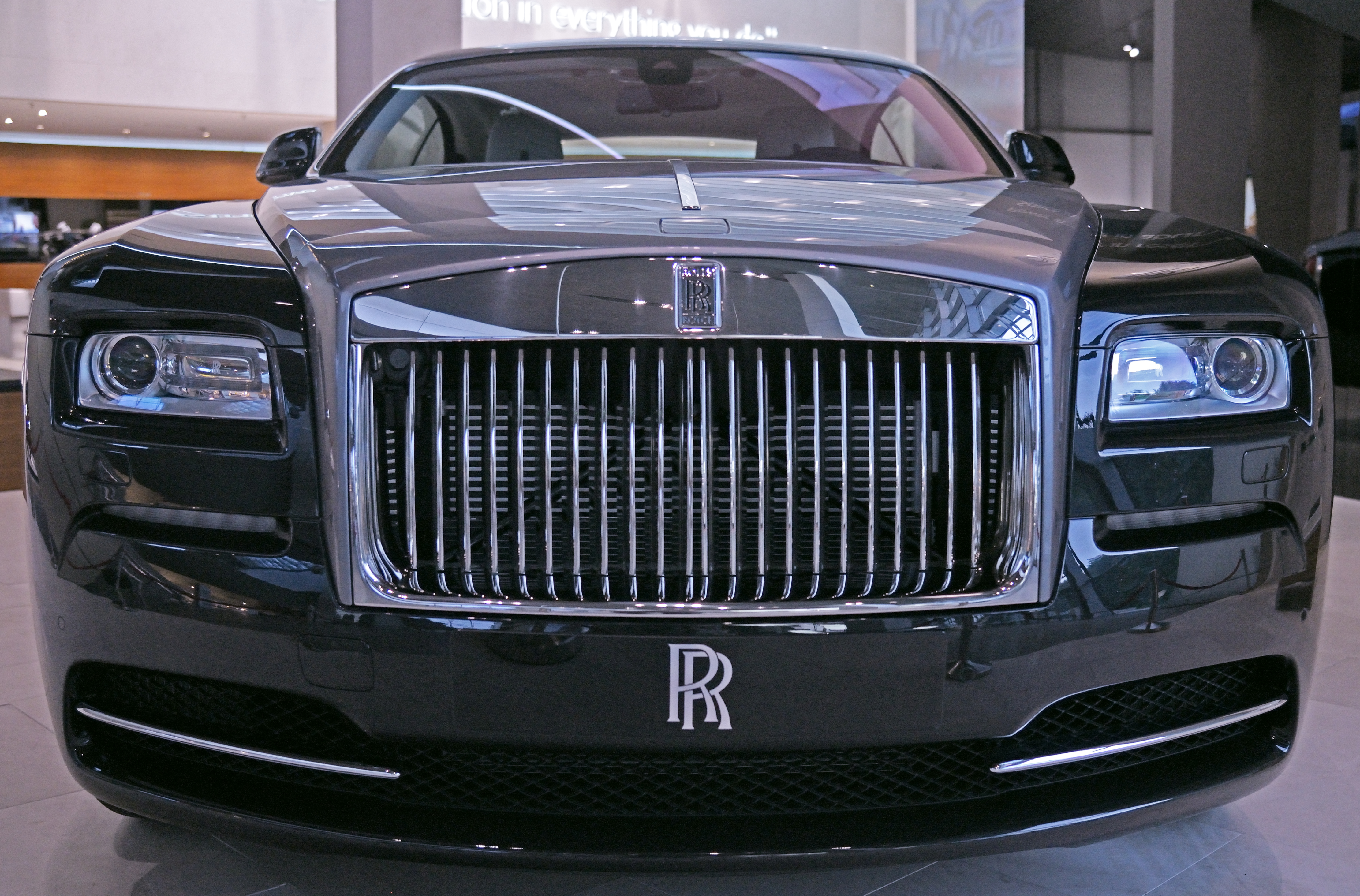
Rolls-Royce Ghost Series I. BMW Welt, Мюнхен, Німеччина